# Aliança da Esquerda Democrática
A Aliança da Esquerda Democrática (em polaco: Sojusz Lewicy Demokratycznej, SLD) é um partido político da Polónia. Fundada em 1991, como coligação de partidos de centro-esquerda, alguns deles ex-comunistas, que defendiam a social-democracia  .
A Aliança, rapidamente se tornou um dos principais partidos da Polónia, na década de 1990, vencendo as eleições de 1993, formando governo com o Partido Popular da Polónia. Em 1995, o líder do partido, Aleksander Kwasniewski, é eleito presidente da Polónia, mantendo-se no cargo até 2005. 
Em 1999, a aliança tornou-se um partido político e, em 2001, obteve uma vitória estrondosa nas eleições de 2001, em que, concorrendo coligada com a União do Trabalho, obteve 41 % dos votos e 200 deputados.
A partir de 2004, com o surgimento de vários escândalos que envolviam os principais dirigentes do partido, os resultados começaram a cair a pique, atingindo o ponto mais baixo em 2011, quando obteve, apenas, 8,2 % dos votos nas eleições de 2011.

## Resultados eleitorais

### Eleições legislativas

#### Sejm
| Data | CI.            | Votos          | %              | +/-            | Deputados | +/- | Status            |
| ---- | -------------- | -------------- | -------------- | -------------- | --------- | --- | ----------------- |
| 1991 | 2.º            | 1 344 820      | 12,0 / 100,0   |                | 60 / 460  |     | Oposição          |
| 1993 | 1.º            | 2 815 169      | 20,4 / 100,0   | 8,4            | 171 / 460 | 111 | Governo           |
| 1997 | 2.º            | 3 551 224      | 27,1 / 100,0   | 6,7            | 164 / 460 | 7   | Oposição          |
| 2001 | 1.º            | 5 342 519      | 41,0 / 100,0   | 13,9           | 216 / 460 | 52  | Governo           |
| 2005 | 4.º            | 1 335 257      | 11,3 / 100,0   | 29,7           | 55 / 460  | 161 | Oposição          |
| 2007 | 3.º            | 2 122 981      | 13,2 / 100,0   | 1,9            | 53 / 460  | 2   | Oposição          |
| 2011 | 5.º            | 1 184 303      | 8,2 / 100,0    | 5,0            | 27 / 460  | 26  | Oposição          |
| 2015 | Esquerda Unida | Esquerda Unida | Esquerda Unida | Esquerda Unida | 0 / 460   | 27  | Extra-parlamentar |
| 2019 | A Esquerda     | A Esquerda     | A Esquerda     | A Esquerda     | 24 / 460  | 24  | Oposição          |

#### Senado
| Data | Deputados | +/-     | Status            |
| ---- | --------- | ------- | ----------------- |
| 1991 | 8 / 100   |         | Oposição          |
| 1993 | 37 / 100  | 29      | Governo           |
| 1997 | 28 / 100  | 9       | Oposição          |
| 2001 | 75 / 100  | 47      | Governo           |
| 2005 | 0 / 100   | 75      | Oposição          |
| 2007 | 0 / 100   | Estável | Oposição          |
| 2011 | 0 / 100   | Estável | Oposição          |
| 2015 | 0 / 100   | Estável | Extra-parlamentar |

### Eleições presidenciais
| Data | Candidato apoiado       | 1ª Volta           | 1ª Volta           | 1ª Volta           | 2ª Volta           | 2ª Volta           | 2ª Volta           |
| Data | Candidato apoiado       | CI.                | Votos              | %                  | CI.                | Votos              | %                  |
| ---- | ----------------------- | ------------------ | ------------------ | ------------------ | ------------------ | ------------------ | ------------------ |
| 1990 | Włodzimierz Cimoszewicz | 4.º                | 1 514 025          | 9,2 / 100,0        |                    |                    |                    |
| 1995 | Aleksander Kwaśniewski  | 1.º                | 6 275 670          | 35,1 / 100,0       | 1.º                | 9 704 439          | 51,7 / 100,0       |
| 2000 | Aleksander Kwaśniewski  | 1.º                | 9 485 224          | 53,9 / 100,0       |                    |                    |                    |
| 2005 | Candidato desistiu      | Candidato desistiu | Candidato desistiu | Candidato desistiu | Candidato desistiu | Candidato desistiu | Candidato desistiu |
| 2010 | Grzegorz Napieralski    | 3.º                | 2 299 870          | 13,7 / 100,0       |                    |                    |                    |
| 2015 | Magdalena Ogórek        | 5.º                | 353 883            | 2,4 / 100,0        |                    |                    |                    |

### Eleições europeias
| Data | CI.                | Votos              | %                  | +/-                | Deputados | +/- |
| ---- | ------------------ | ------------------ | ------------------ | ------------------ | --------- | --- |
| 2004 | 5.º                | 561 311            | 9,4 / 100,0        |                    | 5 / 54    |     |
| 2009 | 3.º                | 908 765            | 12,3 / 100,0       | 2,9                | 7 / 50    | 2   |
| 2014 | 3.º                | 667 319            | 9,4 / 100,0        | 2,9                | 4 / 51    | 3   |
| 2019 | Coligação Europeia | Coligação Europeia | Coligação Europeia | Coligação Europeia | 5 / 51    | 1   |